# Gocha Khojava
Gocha Khojava (?, 16 de março de 1985) é um futebolista georgiano que atua no Anji Makhachkala.
Nos tempos de URSS, seu nome era russificado para Gocha Djemalovich Khodjava (Гоча Джемалович Ходжава, em russo).